# Guerra Civil Finlandesa
A Guerra Civil Finlandesa fez parte de um tumulto nacional e social causado pela Primeira Guerra Mundial (1914-1918) na Europa. A guerra foi travada na Finlândia de 27 de janeiro a 15 de maio de 1918, entre as forças dos social-democratas chamados "Vermelhos" (punaiset), apoiadas pela União Soviética, e as forças do senado conservador não-socialista, comumente chamado de "Brancos" (valkoiset), apoiados militarmente pelo Império Alemão e voluntários da Suécia.
A derrota na Primeira Guerra Mundial e as revoluções de Fevereiro e Outubro em 1917 gerou um colapso total do Império Russo, e a destruição na Rússia resultou em uma destruição correspondente da sociedade finlandesa durante 1917. Os social-democratas na esquerda e os conservadores na direita competiram pela liderança do estado finlandês, que mudou da esquerda para a direita em 1917. Ambos os grupos colaboraram com as forças políticas correspondentes na Rússia, aprofundando a divisão no país.
Como não havia polícia e forças armadas popularmente aceitas para manter a ordem na Finlândia após março de 1917, a esquerda e a direita começaram a criar grupos próprios de segurança, levando a emergência de duas tropas militares armadas independentes, a guarda branca e guarda vermelha. Uma atmosfera de violência política e medo se instaurou entre os finlandeses. O combate começou durante janeiro de 1918 devido aos atos de ambos vermelhos e Brancos em uma espiral de escalada militar e política. Os brancos saíram vitoriosos da guerra e a maior consequência da crise de 1917–18 e Guerra Civil é a passagem da Finlândia do controle russo para a esfera de influência alemã. O senado conservador tentou estabelecer uma monarquia finlandesa regida por um rei alemão, mas com a situação da Alemanha após o fim da Primeira Guerra Mundial, a Finlândia emergiu como uma república independente.
A guerra civil permanece como o evento mais controverso e com maior peso emocional na história da Finlândia moderna, inclusive tendo havido disputas sobre como o conflito deve ser chamado. Aproximadamente 37 000 pessoas morreram durante o conflito, incluindo baixas nas frentes de guerra e mortes pelas campanhas políticas de terror e altas taxas de mortalidade em campos de prisioneiros. O tumulto destruiu a economia, dividiu o aparato político e a nação finlandesa durante muitos anos. O país foi lentamente reunido através de concessões dos grupos políticos moderados de esquerda e direita.

## Antecedentes
O principal fator por trás da Guerra Civil Finlandesa foi a Primeira Guerra Mundial. O conflito causou um colapso do Império Russo, principalmente na Revolução de Fevereiro e na Revolução de Outubro durante 1917. Isto levou a formação de um grande vácuo de poder e lutas por poder. A Finlândia, como parte do Império Russo, foi fortemente afetada pelo tumulto e pela guerra entre a Alemanha e a Rússia. Os dois impérios tinham interesses políticos, econômicos e militares na Finlândia. Uma crise prévia nas relações entre a Rússia Imperial e o autônomo Grão-Ducado da Finlândia havia acontecido em 1899 uma vez que a administração central tinha se fortalecido em São Petersburgo, e a tensão e competição surgiu entre as grandes potências europeias daquela época. Os líderes russos, como parte de uma tentativa de unir o vasto e heterogêneo império, havia adotado o programa de Russificação da Finlândia, com o objetivo de reduzir a autonomia finlandesa. Os finlandeses chamaram esta política de "o primeiro período de opressão 1899–1905". Como uma reação, planos para se separar da Rússia ou alcançar soberania foram criados pela primeira vez.

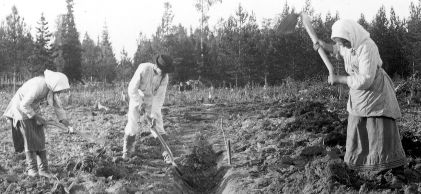
Agricultores nos campos. Muitos finlandeses eram trabalhadores agrários e arrendatários de terra, que não possuíam qualquer influência política na sociedade de classes que existiu antes da reforma parlamentarista em 1906.

Antes do primeiro período de russificação, a Finlândia tinha desfrutado de autonomia dentro da Rússia. Comparadas a outras partes do Império Russo, as relações fino-russas haviam sido excepcionalmente pacíficas e estáveis. Com a alteração desta política devido às mudanças na doutrina militar russa, os finlandeses começaram a fortemente se opor ao sistema imperial. Diversos grupos políticos com diferentes políticas de oposição surgiram; o mais radical deles, o movimento ativista, levou a colaboração escondida com o Império Alemão durante a Primeira Guerra Mundial.
Razões principais para as tensões crescentes entre os finlandeses eram o regime autocrático do czar russo, e o sistema de classes não-democrático do estamento no grão-ducado, originado no regime sueco do século XVII, o qual efetivamente dividiu o povo finlandês em dois grupos separados economicamente, politicamente e socialmente. A atividade do movimento trabalhador após 1899 não só se opunha à russificação, como também buscava desenvolver uma política doméstica que lidasse com os problemas sociais e respondesse à demanda por um regime mais democrático. A população da Finlândia cresceu rapidamente no século XIX, e uma classe de trabalhadores industriais e agrários e camponeses sem propriedade surgiu. A Revolução Industrial e  liberdade econômica haviam chegado na Finlândia mais tarde do que no Leste Europeu (1840–1870), devido ao regime da família Romanov. Isto significava que alguns dos problemas sociais associados com a industrialização foram diminuídos pelo aprendizado a partir de experiências de países como a Inglaterra. As condições sociais, o padrão de vida, e a autoconfiança dos trabalhadores gradualmente melhorou entre  1870–1914, e ao mesmo tempo os conceitos políticos do socialismo, nacionalismo e liberalismo criaram raízes. Porém, à medida que o padrão de vida entre as pessoas comuns se elevou, a separação entre ricos e pobres se aprofundou notavelmente.
O movimento trabalhista finlandês, que emergiu no final do século XIX pelo povo, movimentos religiosos e fennomania tiveram uma característica de "classe trabalhadora nacional finlandesa" e foram representados pelo Partido Social Democrata, estabelecido em 1899. O movimento chegou ao poder sem grandes confrontamentos quando tensões durante a derrota da Rússia na guerra contra o Japão levaram a uma greve geral na Finlândia e a revolta revolucionária no império, em 1905. Em uma tentativa de suprimir a inquietação geral, o sistema de estamento foi abolido na reforma parlamentarista de 1906, que introduziu o sufrágio universal. A todos os adultos, incluindo as mulheres, foi dado o direito de voto, aumentando o número de votantes de 126 000 para 1 273 000. Isto logo produziu cerca de 50% de assistência para os social-democratas, apesar de não ter havido nenhuma melhoria evidente para seus apoiantes. O czar russo, Nicolau II, retomou sua autoridade após esta crise, reivindicou seu papel como grão-duque da Finlândia, e durante o segundo período de Russificação entre 1908 e 1917 neutralizou as funções e poderes do novo parlamento. Os confrontamentos entre os representantes do vastamente não-instruído homem comum do povo finlandês e os finlandeses do antigo estamento se acostumaram ao regime meritocrático e as atitudes diminuíram também a capacidade do novo parlamento de solucionar grandes problemas sociais e econômicos durante os dez anos anteriores ao colapso do estado finlandês.

### Revolução de Fevereiro (1917)

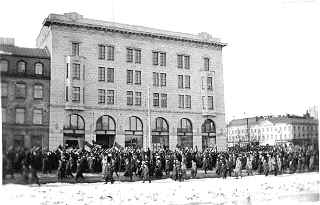
Greve geral em Helsinque, em 1917. Trabalhadores exigiram comida e uma mudança completa do poder legislativo, desde o governo russo ao parlamento finlandês.

O mais severo programa de russificação, chamado de "o segundo período de opressão 1908–1917" pelos finlandeses, foi interrompido em 15 de março de 1917 com a deposição do czar russo Nicolau II. A razão imediata para o colapso do Império Russo foi uma crise doméstica precipitada por derrotas contra a Alemanha e pela exaustão de guerras por parte do povo russo. As causas mais profundas da revolução são atribuídas à colisão entre as políticas do regime mais conservador da Europa e a necessidade de modernização política e econômica através da industrialização. O poder do czar foi transferido para a Duma russa e um governo provisório, que nesta época possuía uma maioria de direita.
A autonomia foi devolvida aos finlandeses em março de 1917, e a revolta na Rússia conferiu ao parlamento finlandês poderes políticos reais pela primeira vez. A esquerda era composta principalmente por social-democratas, cobrindo um vasto espectro, de moderados a socialistas revolucionários; a direita era ainda mais diversa, abrangendo de liberais e conservadores moderados a elementos direitistas radicais. Os quatro principais partidos eram os dois antigos partidos Fennoman, o conservador Partido Finlandês e o Partido Jovem Finlandês, incluindo tanto liberais e conservadores; a social-reformista e centrista Liga Agrária, que conseguia apoio primariamente de camponeses com fazendas de pequeno a médio porte; e os conservadores Partido Popular Sueco, o qual buscava reter os direitos da minoria falante do sueco.[carece de fontes?]
Os finlandeses enfrentaram uma interação ruinosa de luta por poder e colapso da sociedade durante 1917. No começo do século XX, o povo finlandês se manteve no cruzamento entre o antigo regime de estamento e a evolução para uma sociedade moderna. A direção e objetivo deste período de mudança agora havia se tornado um assunto de intensa disputa política, que eventualmente transbordou, criando o conflito armado devido a fraqueza do estado finlandês. Os social-democratas almejaram reter os direitos políticos já alcançados e estabelecer influência sobre o povo. Os conservadores estavam receosos que fossem perder seu poder social e econômico por tanto tempo mantido.
O Partido Social Democrata havia conseguido uma maioria absoluta no Parlamento da Finlândia como resultado das eleições gerais de 1916. O novo senado era formado pelo social-democrata e líder sindicalista Oskari Tokoi. Seu gabinete do senado compreendia em seis representantes dos Social-Democratas e seis de partidos não-socialistas. Em teoria, o novo gabinete era uma coalizão ampla; na prática, com os principais grupos políticos indispostos a ceder e os políticos mais experientes se mantendo fora disso, o gabinete provou ser incapaz de solucionar qualquer grande problema local finlandês. O poder político real foi deslocado, ao invés, às ruas na forma de reuniões em massa, protestos, organizações de greve, e os conselhos de rua formados por trabalhadores e soldados após a revolução, todos os quais serviram para enfraquecer a autoridade do estado.
O rápido crescimento econômico estimulado pela Primeira Guerra Mundial, a qual havia elevado a renda dos trabalhadores industriais durante 1915 e 1916, ruiu com a Revolução de Fevereiro, e a consequente diminuição na produção e economia levaram ao desemprego e alta inflação. Greves em larga escala tanto na indústria quanto na agricultura se propagaram por toda a Finlândia, os trabalhadores exigindo salários mais altos e limite de trabalho de oito horas por dia. A suspensão das importações de cereais da Rússia havia gerado falta de alimentos no país; como resposta, o governo introduziu racionamento e fixação de preços. Entretanto, um mercado negro se formou no qual os preços para alimentos continuaram a subir bruscamente, o que era um grande problema para as famílias de trabalhadores desempregados. Suprimento de alimentos, preços, e o medo de fome se tornaram problemas políticos emocionais entre fazendeiros na zona rural e trabalhadores industriais nas áreas urbanas. O povo comum, com seus medos explorados pelos políticos e pela mídia política, tomou as ruas. Apesar da falta de comida, fome em larga escala não atingiu os finlandeses no sul da Finlândia antes da guerra. Fatores econômicos continuaram como um fator de sustento na crise de 1917, mas somente uma parte secundária na disputa por poder no Estado.

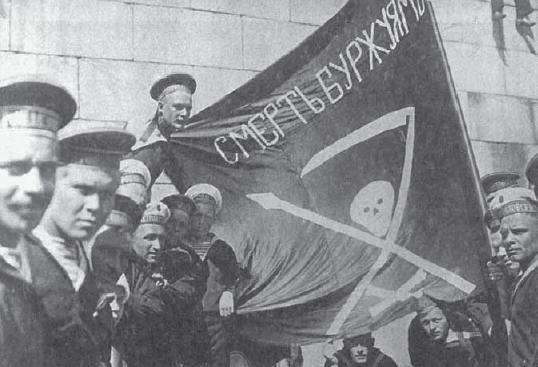
Militares de vários grupos políticos da Rússia Revolucionária aumentavam a sensação de instabilidade durante 1917.

#### Batalha pela liderança
A luta por poder entre social-democratas e os conservadores culminou na aprovação do senado, em julho de 1917, do projeto de lei que eventualmente se tornaria o "Ato de Poder", que incorporava um plano dos social-democratas de substancialmente aumentar o poder do parlamento, onde eles possuíam maioria; também aprofundou a independência finlandesa ao restringir a influência russa nos assuntos internos finlandeses. O plano dos social-democratas teve o apoio de Vladimir Lênin e dos bolcheviques russos que, no mesmo mês, estavam conspirando um levante contra o Governo Provisório Russo. A União Agrária, alguns ativistas de direita, e outros não-socialistas ávidos pela soberania finlandesa apoiaram o ato, mas tanto os conservadores finlandeses e o Governo Provisório Russo se opuseram à medida, uma vez que reduziria seus poderes. No evento, Lenin foi frustrado durante os "Dias de Julho" e forçado a fugir para a Finlândia. O Governo Provisório Russo recusou a aceitar o Ato de Poder e enviou tropas à Finlândia, onde, com o apoio dos conservadores, o parlamento foi dissolvido e novas eleições anunciadas. Nessas eleições de outubro de 1917, os social-democratas perderam sua maioria absoluta, e consequentemente o papel do movimento trabalhista mudou. Até então, ele havia primariamente lutado por novos direitos e benefícios para seus membros; agora o movimento era forçado a defender os ganhos obtidos anteriormente.
O colapso da Rússia na Revolução de Fevereiro resultou na perda de autoridade institucional na Finlândia e a dissolução da força policial, criando medo e incerteza. Em resposta, grupos de ambos direita e esquerda começaram a montar grupos de segurança independentes para sua própria proteção. No começo, estes grupos eram locais e vastamente desarmados, mas até o outono de 1917, no vácuo de poder seguindo a dissolução de parlamento e a ausência de um governo estável ou de um exército finlandês, tais forças começaram a assumir foco mais militar e nacional. Os guardas civis (mais tarde chamados de Guarda Branca) eram organizados por homens locais de influência, usualmente acadêmicos conservadores, industrialistas e grandes donos de fábrica e ativistas, enquanto a Guarda de Segurança dos Trabalhadores (posteriormente chamada de Guarda Vermelha) foi frequentemente recrutada através de suas seções locais do partido e sindicatos. A presença destas duas forças armadas opostas no país impôs um estado de "poder duplo" e "múltipla soberania" na sociedade finlandesa, tipicamente o prelúdio à guerra civil.

### Revolução de Outubro (1917)
A Revolução bolchevique de Lênin, em 7 de novembro, transferiu o poder político para os socialistas radicais de esquerda na Rússia, uma mudança inesperada a qual satisfazia um Império Alemão exausto de travar uma guerra em duas grandes frentes. A política dos líderes alemães havia sido a de fomentar inquietações ou revoluções na Rússia a fim de forçar os russos a implorarem pela paz. Para este fim, eles haviam arranjado a condução segura de Lênin e seus camaradas do exílio na Suíça a Petrogrado em abril de 1917. Além disso, os alemães financiaram o partido bolchevique, acreditando que Lênin era a arma mais poderosa que eles podiam lançar contra a Rússia.
Após a dissolução do parlamento finlandês, a polarização e medo mútuo entre os social-democratas e os conservadores aumentou drasticamente, uma situação piorada quando o último, após sua vitória nas eleições de outubro de 1917, nomeou um gabinete puramente conservador. Em 1 de novembro, os social-democratas levaram adiante um programa político chamado "Nós exigimos" a fim de pressionar concessões políticas na política doméstica. Eles também planejaram pedir a aceitação da soberania da Finlândia aos bolcheviques na forma de um manifesto em 10 de novembro, mas a situação incerta em Petrogrado paralisou o plano. Depois do inflexível programa "Nós exigimos" ter falhado, os socialistas iniciaram uma greve geral de 14 a 19 de novembro de 1917. Neste momento, Lênin e os bolcheviques, sob ameaça em Petrogrado, insistiram que os social-democratas tomassem o poder na Finlândia, mas a maioria deles eram moderados e preferiram métodos parlamentares, inspirando Lênin a os apelidar de "revolucionários relutantes". Quando a greve geral parecia ter tido sucesso, o "Conselho Revolucionário dos Trabalhadores" votou, por uma pequena maioria, em tomar o poder em 16 de novembro às 5h. O supremo "Comitê Executivo"  revolucionário, entretanto, foi incapaz de recrutar membros suficientes para levar o plano adiante e teve que revogar a revolução proposta às 19h do mesmo dia. O incidente, "a revolução mais curta", efetivamente dividiu os social-democratas em dois, uma maioria apoiando meios parlamentares e uma minoria exigindo revolução. As repercussões do evento tiveram um efeito duradouro no futuro do movimento, com diversos líderes poderosos tomando posições dentro do partido.
O parlamento finlandês, influenciado pela greve geral, apoiou as propostas dos social-democratas por dias de trabalho de oito horas e sufrágio universal em eleições locais em 16 de novembro de 1917. Durante a greve, entretanto, elementos radicais da Guarda de Segurança dos Trabalhadores executaram diversos inimigos políticos nas principais cidades da Finlândia Meridional, e os primeiros confrontos armados entre Guarda Civil e Guarda dos Trabalhadores surgiram, com 34 fatalidades reportadas. A Guerra Civil Finlandesa provavelmente teria começado naquele momento se houvesse armas de fogo suficientes no país para armar os dois lados; em vez disso, iniciou-se uma corrida por armas e uma escalada final para a guerra.

### Soberania finlandesa

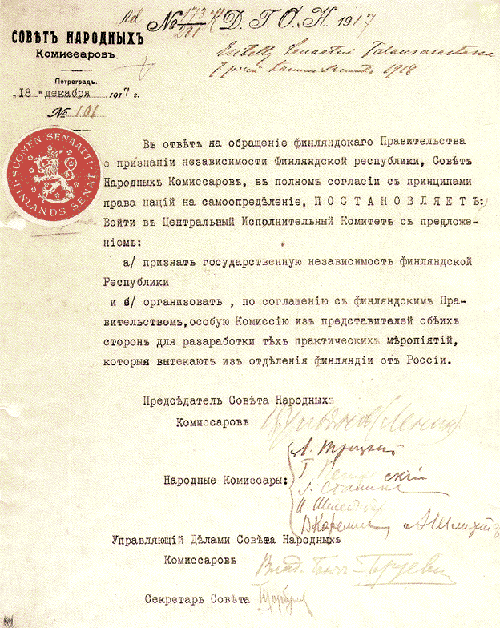
O reconhecimento da independência finlandesa pelo governo bolchevique foi a primeira expressão concreta da exigência de Lênin pelo direito das nações de se autodeterminarem.

A desintegração da Rússia ofereceu aos finlandeses uma oportunidade histórica para obter independência, mas após a Revolução de Outubro, as posições do conservadores e dos social-democratas quanto ao assunto da soberania foram invertidas. A direita estava agora ávida por independência, uma vez que a soberania os auxiliaria em controlar a esquerda e em minimizar a influência da Rússia revolucionária. Os social-democratas haviam apoiado a independência desde a primavera boreal de 1917, mas agora não poderiam usá-la para o benefício político direto de seu partido e tinham que ajustar a dominância da direita no país. Nacionalismo havia se tornado uma "religião cívica" entre os finlandeses até o final do século XIX, e durante 1917, soberania era uma das poucas questões políticas na qual a maior parte do povo finlandês concordava.
O senado, liderado por Pehr Evind Svinhufvud, propôs a declaração de independência da Finlândia, a qual o parlamento adotou em 6 de dezembro de 1917. Apesar dos social-democratas votarem contra a proposta de Svinhufvud, eles decidiram apresentar uma declaração de independência alternativa não contendo diferenças substanciais. Os socialistas temiam uma perda de apoio ainda maior (como nas eleições de outubro) entre o povo comum nacionalista e esperava ganhar uma maioria política no futuro. Eles enviaram duas delegações a Petrogrado em dezembro de 1917 a fim de conseguir de Lênin uma aprovação da independência finlandesa. Ambos grupos políticos, portanto, concordaram com a necessidade de soberania finlandesa, apesar da grande divergência na seleção de sua liderança.
O estabelecimento da soberania não era um precedente conclusivo; para uma pequena nação como a Finlândia, o reconhecimento pela Rússia e as potências europeias era essencial. Três semanas após a declaração de independência, o gabinete de Svinhufvud concluiu que teria que negociar com Lênin pelo reconhecimento russo. Durante dezembro de 1917, os bolcheviques estavam sob pressão nas negociações de paz com a Alemanha em Brest-Litovsk. O bolchevismo russo estava em profunda crise com um exército desmoralizado e o destino da Revolução de Outubro em dúvida. Lênin calculou que os bolcheviques poderiam talvez manter partes centrais da Rússia sob controle, mas teriam que desistir de alguns territórios em sua periferia, incluindo a Finlândia na fronteira de menor importância ao noroeste. Como resultado, Svinhufvud e sua delegação do senado obtiveram a concessão de soberania de Lênin em 31 de dezembro de 1917.

## Confronto

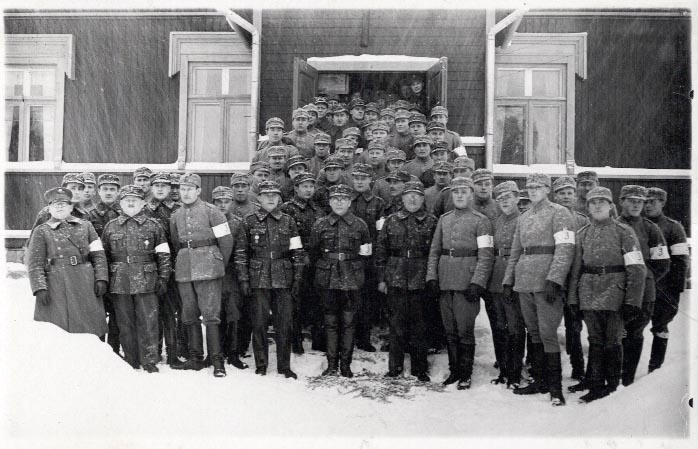
Guarda Branca em Nummi. A Guarda Branca foi mobilizada em 28/01, às 15h e a Guarda Vermelha em 27/01/1918, às 23h.

### Escalada
Em retrospecto, os eventos de 1917 têm sido vistos simplesmente como precursores da Guerra Civil, uma escalada do conflito, começando com a Revolução de Fevereiro. Mas as facções políticas opostas fizeram várias tentativas próprias sem sucesso de criar uma nova ordem e impedir o colapso social em 1917. Os eventos da greve geral em novembro aprofundaram a suspeita e desconfiança na Finlândia e finalmente colocaram a possibilidade de conciliação fora de alcance. Os conservadores e ativistas de direita viram os grupos de trabalhadores radicais ativos durante a greve como uma ameaça à segurança do antigo estamento e da direita política, então resolveram usar todos os meios necessários para se defenderem, incluindo força armada. Ao mesmo tempo, trabalhadores revolucionários e socialistas de esquerda agora consideravam remover o regime conservador a força, ao invés de permitir que as conquistas do movimento trabalhista fossem revertidas. O resultado deste endurecimento de posições foi tal que no final de 1917, homens e mulheres moderados e pacíficos, como tão frequentemente durante toda a história, foram forçados a ficar de lado enquanto homens com rifles davam um passo a frente para tomar o controle.
A escalada final para a guerra começou no início de janeiro de 1918. As Guardas de Segurança dos Trabalhadores mais radicais, de Helsinque, Kotka e Turku, mudaram seus nomes para Guarda Vermelha e convenceram líderes dos social-democratas que oscilavam entre paz e guerra para apoiar a revolução. As Guardas dos Trabalhadores foram oficialmente renomeadas para Guarda Vermelha no final do mesmo mês, sob o comando de Ali Aaltonen, um antigo oficial do exército russo, que havia sido designado em dezembro. Ao mesmo tempo, o senado de Svinhufvud e o Parlamento decidiram em 12 de janeiro de 1918 criar uma forte autoridade policial, uma iniciativa vista pelas Guardas de Segurança dos Trabalhadores como um passo adiante na legalização da Guarda Branca. Quando o senado renomeou a Guarda Branca de Exército Branco Finlandês, a Guarda Vermelha se recusou a reconhecer o título. Em 15 de janeiro, Carl Gustaf Emil Mannerheim, um antigo oficial do exército russo como Aaltonen, foi apontado como comandante supremo da Guarda Branca. Ele situou seu quartel-general em Vaasa, enquanto Aaltonen situou o seu em Helsinque.
A data oficial de início da Guerra Civil Finlandesa é um assunto para debate. As primeiras batalhas sérias foram travadas entre 17 e 20 de janeiro na Carélia, no sudeste da Finlândia, principalmente pelo controle da cidade de Viipuri e para vencer a corrida por armas. A Ordem Branca para lutar foi publicada em 25 de janeiro; a Ordem de Revolução Vermelha foi publicada em 26 de janeiro. No dia seguinte, a Guarda Branca atacou trens levando uma grande carga de armas vindas da Rússia, como prometido aos Vermelhos por Lênin. A mobilização da Guarda Vermelha em larga escala começou na madrugada de 27 de janeiro, seguida por um ato correspondente dos Brancos, com o desarmamento das guarnições russas em Ostrobothnia durante as primeiras horas de 28 de janeiro. Uma data simbólica para o começo da guerra poderia ser 26 de janeiro, quando um grupo de Vermelhos escalou a torre do Hall dos Trabalhadores de Helsinque e acenderam uma lanterna vermelha para marcar o início da segunda maior rebelião na história da Finlândia.

### Irmãos em armas

Linhas de frente e ofensivas iniciais da Guerra Civil no começo de fevereiro (áreas controladas pelos Vermelhos em vermelho, e pelos Brancos em azul).

No início da guerra, a linha de frente percorria o sul da Finlândia de leste a oeste, dividindo o país em Finlândia Branca e Finlândia Vermelha. A Guarda Vermelha controlava a área ao sul, incluindo quase todos os centros industriais e as maiores propriedades rurais e fazendas com números altos de arrendatários e rendeiros de terra; o Exército Branco controlava a área ao norte, a qual era predominantemente agrária com fazendas e rendeiros pequenos ou médios, e onde arrendatários eram poucos ou possuíam uma posição social melhor que no sul. Enclaves das forças opostas existiram em ambos os lados na linha de frente: dentro da área Branca estavam as cidades industriais de Varkaus, Kuopio, Oulu, Raahe, Kemi e Tornio; dentro da área Vermelha se encontravam Porvoo, Kirkkonummi e Uusikaupunki. A eliminação destas  fortalezas era uma prioridade para ambos os exércitos durante fevereiro de 1918.[carece de fontes?]
A Finlândia Vermelha, mais tarde renomeada de República Socialista dos Trabalhadores da Finlândia, era liderada pelo Conselho do Povo em Helsinque. Kullervo Manner era o presidente e outros membros incluíam Otto Ville Kuusinen e Yrjö Sirola. A Rússia Bolchevique declarou seu apoio à Finlândia Vermelha, mas a visão dos Vermelhos de socialismo democrático para o país não era semelhante à ditadura do proletariado de Lênin. Lênin tentou evitar a desintegração da Rússia, mas falhou, e muitos pequenos territórios ocidentais do antigo império declararam independência. A maioria dos social-democratas finlandeses apoiava a soberania finlandesa, entretanto, a Guarda Vermelha dominava a política da Finlândia Vermelha com suas armas, e seus membros mais radicais e os bolcheviques finlandeses, apesar de poucos em número, obviamente favoreciam a anexação da Finlândia de volta à Rússia. Esta questão maior desapareceu devido a derrota da Finlândia Vermelha. O senado finlandês (Senado de Vaasa) foi relocado para a cidade de Vaasa na costa oeste, a qual atuou como a capital da Finlândia Branca de 29 de janeiro a 3 de maio, e buscava apoio militar e político da Alemanha. Mannerheim concordou com a necessidade de armas alemãs, mas se opôs a qualquer ajuda de tropas alemãs na Finlândia. Os conservadores planejaram um sistema político monárquico, com um papel menor para o Parlamento. Uma parte dos conservadores sempre havia sido contra a democracia; outros haviam aprovado o parlamentarismo a princípio, mas após a crise de 1917 e a erupção da guerra haviam concluído que empossar as pessoas comuns não funcionaria. Moderados não-socialistas se opuseram a qualquer restrição do parlamentarismo e inicialmente resistiram à ajuda militar da Alemanha, mas o confronto prolongado mudou suas posições. A Guerra Civil Finlandesa foi travada nas ferrovias, o meio vital para transportar tropas e suprimentos. O primeiro objetivo da Guarda Vermelha era cortar as conexões férreas dos Brancos de leste a oeste, o que eles tentaram ao nordeste de Tampere, na Batalha de Vilppula. Eles também tentaram eliminar sem sucesso a cabeça de ponte ao sul do Rio Vuoksi em Antrea no Istmo careliano, uma ameaça às suas conexões férreas com a Rússia.[carece de fontes?]

As principais ofensivas ao final de março. Os Brancos cercaram Tampere e atacaram as forças da Rússia Soviética e Vermelhas em Rautu, no Istmo de Carélia.

O número de soldados em cada lado variou de 50 000 a 90 000. Enquanto a Guarda Vermelha consistia de voluntários em sua maioria, o Exército Branco continha somente 11 000–15 000 voluntários, o restante sendo conscritos. Os principais motivos para se voluntariar eram fatores econômicos (salário, comida), idealismo e pressão de outros. A Guarda Vermelha também incluía 2 000 soldados femininas, a maioria jovens garotas, recrutadas de centros industriais do sul da Finlândia. Ambos os exércitos usaram soldados juvenis, geralmente entre 15 e 17 anos de idade, o exemplo mais famoso sendo Urho Kekkonen, que lutou pelo Exército Branco e mais tarde se tornou o Presidente da Finlândia que mais tempo ocupou o cargo. Trabalhadores urbanos e agrícolas constituíam a maior parte da Guarda Vermelha, ao passo que fazendeiros donos de terras e pessoas bem-educadas formaram o principal suporte do Exército Branco.

A intervenção alemã (cinza) e as ofensivas finais da guerra.

### Guarda Vermelha e o Exército Russo
A Guarda Vermelha teve a primeira iniciativa na guerra, tomando o controle de Helsinque, a capital finlandesa, nas primeiras horas de 28 de janeiro, e levando a primeira vantagem com uma "fase de ataque" que durou até o meio de março. Entretanto, uma escassez crônica de líderes experientes, tanto em nível de comando quanto no campo de batalha, os deixaram incapazes de capitalizar no seu momento inicial, e a maior parte das ofensivas, por fim, levaram a nada. As tropas da Guarda Vermelha não eram formadas por soldados profissionais, e sim civis armados, cujo treinamento e disciplina militares foram na maior parte inadequados para resistir ao contra-ataque que chegou do Exército Branco, ainda um massacre menor que o das forças alemãs que chegaram mais tarde. Consequentemente, Ali Aaltonen se viu rapidamente substituído no comando por Eero Haapalainen, que em seguida foi substituído pelo triunvirato de Eino Rahja, Adolf Taimi e Evert Eloranta. O último comandante da Guarda Vermelha foi Kullervo Manner, que liderou a última retirada para a Rússia. As únicas vitórias da Guarda Vermelha finlandesa foram as pesadas batalhas contra as tropas alemãs em Hauho e Tuulos, Syrjäntaka, em 28–29 de abril de 1918, durante sua retirada do sul da Finlândia em direção à Rússia, mas até lá estes conflitos somente possuíam importância local.

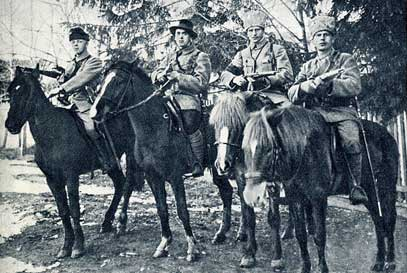
Oficiais vermelhos em seus cavalos.

Ainda que 60 000 a 80 000 soldados russos do antigo exército do czar permanecessem estacionados na Finlândia no começo da Guerra Civil, a contribuição russa para a causa da Guarda Vermelha se provaria insignificante. Quando o conflito começou, Lênin tentou empenhar o exército russo a favor da Finlândia Vermelha, mas as tropas russas estavam desmoralizadas e exaustas de guerras após anos de derrotas constantes e traumáticas contra a Alemanha. A maioria das tropas havia retornado à Rússia até o final de março de 1918. Como resultado, somente 7 000 a 10 000 soldados russos participaram na Guerra Civil Finlandesa, dos quais não mais que 4 000, em unidades menores separadas, poderiam ser persuadidos a lutar na linha de frente. Apesar do envolvimento de poucos oficiais experientes do exército russo como Mikhail Svechnikov, que liderou as batalhas no oeste da Finlândia durante fevereiro de 1918, é razoável presumir que o exército russo não teve influência significante durante o curso da guerra. O número de soldados russos ativos na Guerra Civil decresceu notadamente uma vez que a Alemanha atacou a Rússia em 18 de fevereiro de 1918, e desferiu o golpe final no exército russo. O Tratado de Brest-Litovsk, assinado entre Rússia e Alemanha em 3 de março, efetivamente restringiu a habilidade dos bolcheviques em apoiar a Guarda Vermelha finlandesa com algo mais do que armas e suprimentos. Os russos permaneceram ativos na frente sudeste, porém, defendendo as aproximações a Petrogrado.[carece de fontes?]

### Guarda Branca e o Exército Alemão
A qualidade militar do soldado comum no Exército Branco diferia pouco daquela de sua contra partida na Guarda Vermelha, com breve e inadequado treinamento provido para a maior parte das tropas. Porém, o Exército Branco possuía duas grandes vantagens sobre a Guarda Vermelha: a liderança militar profissional do General Mannerheim e sua equipe, que incluía 84 oficiais voluntários suecos assim como antigos oficiais finlandeses do exército do czar— e aproximadamente 1 300 soldados de elite "Jäger" (Jääkärit) finlandesas, treinados na Alemanha e com experiência da frente oriental.[carece de fontes?]

#### Batalha de Tampere

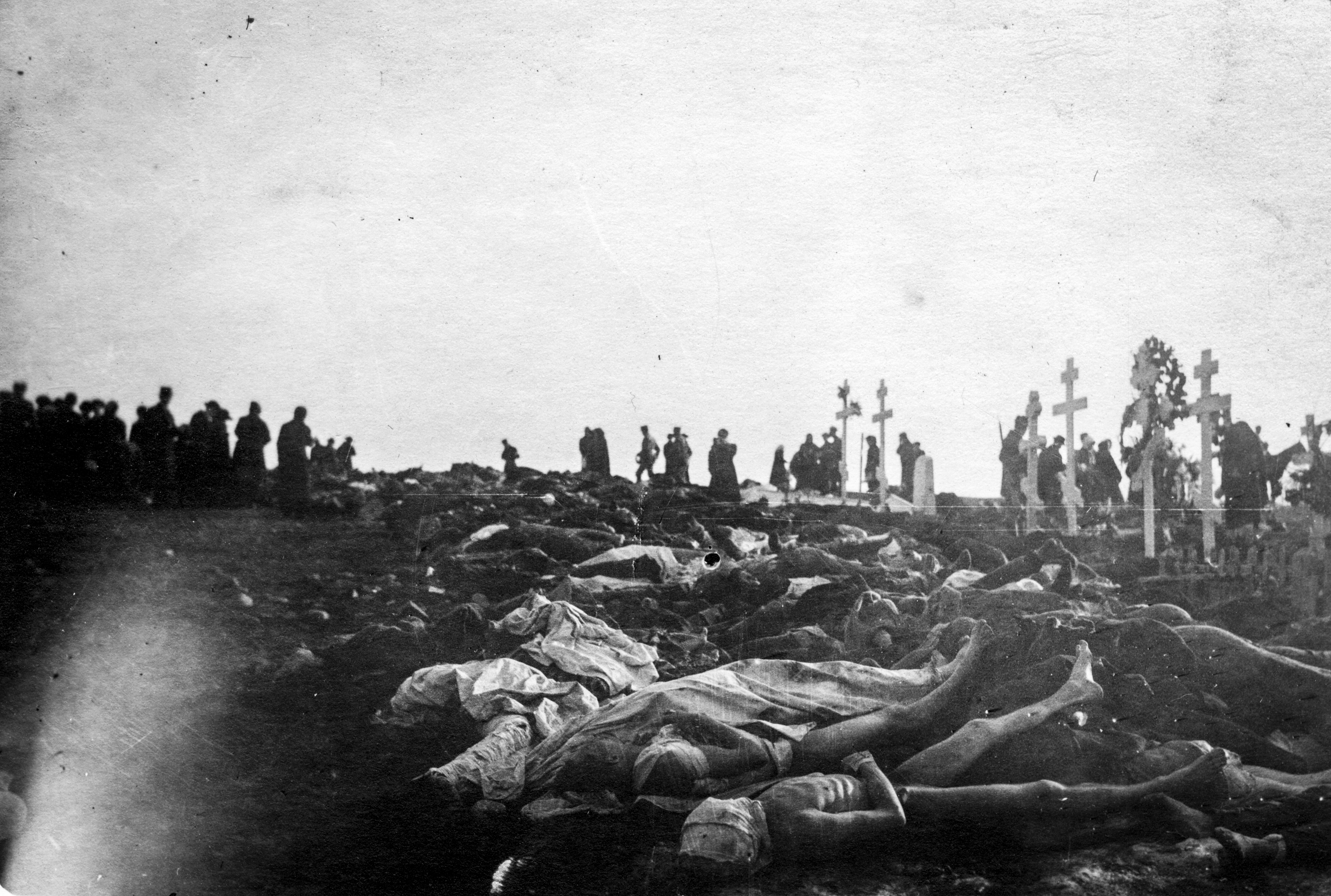
Corpos não-sepultados – resultado da Batalha de Tampere.

A estratégia de Mannerheim era de atacar primeiro em Tampere, a cidade industrial mais importante do sudoeste finlandês. Ele lançou um ataque no dia 16 de março em Längelmäki, a 65 km ao nordeste de Tampere; ao mesmo tempo, o Exército Branco começou a avançar por uma linha através de Vilppula–Kuru–Kyröskoski–Suodenniemi, norte e noroeste de Tampere. A Guarda Vermelha ruiu sob o peso do assalto, e alguns de seus destacamentos se retiraram em pânico. O Exército Branco cortou a retirada da Guarda Vermelha ao sul de Tampere em Lempäälä e estabeleceu um cerco a Tampere em 24 de março, entrando na cidade quatro dias depois. A verdadeira Batalha de Tampere começou em 28 de março, posteriormente chamada de "Quinta-Feira Santa Sangrenta" na véspera da Páscoa de 1918. A batalha por Tampere foi travada entre 16 000 soldados brancos e 14 000 vermelhos, e foi a ação decisiva da guerra, e o maior engajamento militar na história da Escandinávia até aquele momento. Foi a primeira batalha urbana da Finlândia, lutada no cemitério Kalevankangas e de casa em casa na cidade enquanto a Guarda Vermelha se retirava. A batalha, que durou até 6 de abril de 1918, foi a ação mais sangrenta da guerra; a motivação para lutar por defesa havia aumentado notadamente entre os vermelhos, e os brancos tiveram que usar parte dos destacamentos mais novos e bem treinados de seu exército. O confronto em Tampere foi pura guerra civil, finlandês contra finlandês, "irmão lutando contra irmão", uma vez que a maior parte do exército russo havia se retirado para a Rússia em março e as tropas alemãs ainda não haviam chegado à Finlândia. O Exército Branco perdeu  entre 700 e 900 homens, incluindo 50 Jägers. A Guarda Vermelha perdeu de 1 000 a 1 500 soldados, com outros 11 000 a 12 000 feitos prisioneiros. 71 civis morreram principalmente devido ao fogo de artilharia. As partes orientais da cidade, com construções de madeira, foram destruídas completamente.
Após sua derrota em Tampere, a Guarda Vermelha se retirou na direção leste. O Exército Branco mudou seu foco militar para Viipuri, a principal cidade da Carélia, tomando-a em 29 de abril. As últimas fortalezas da Guarda Vermelha no sudoeste da Finlândia caíram até 5 de maio.

#### Intervenção alemã

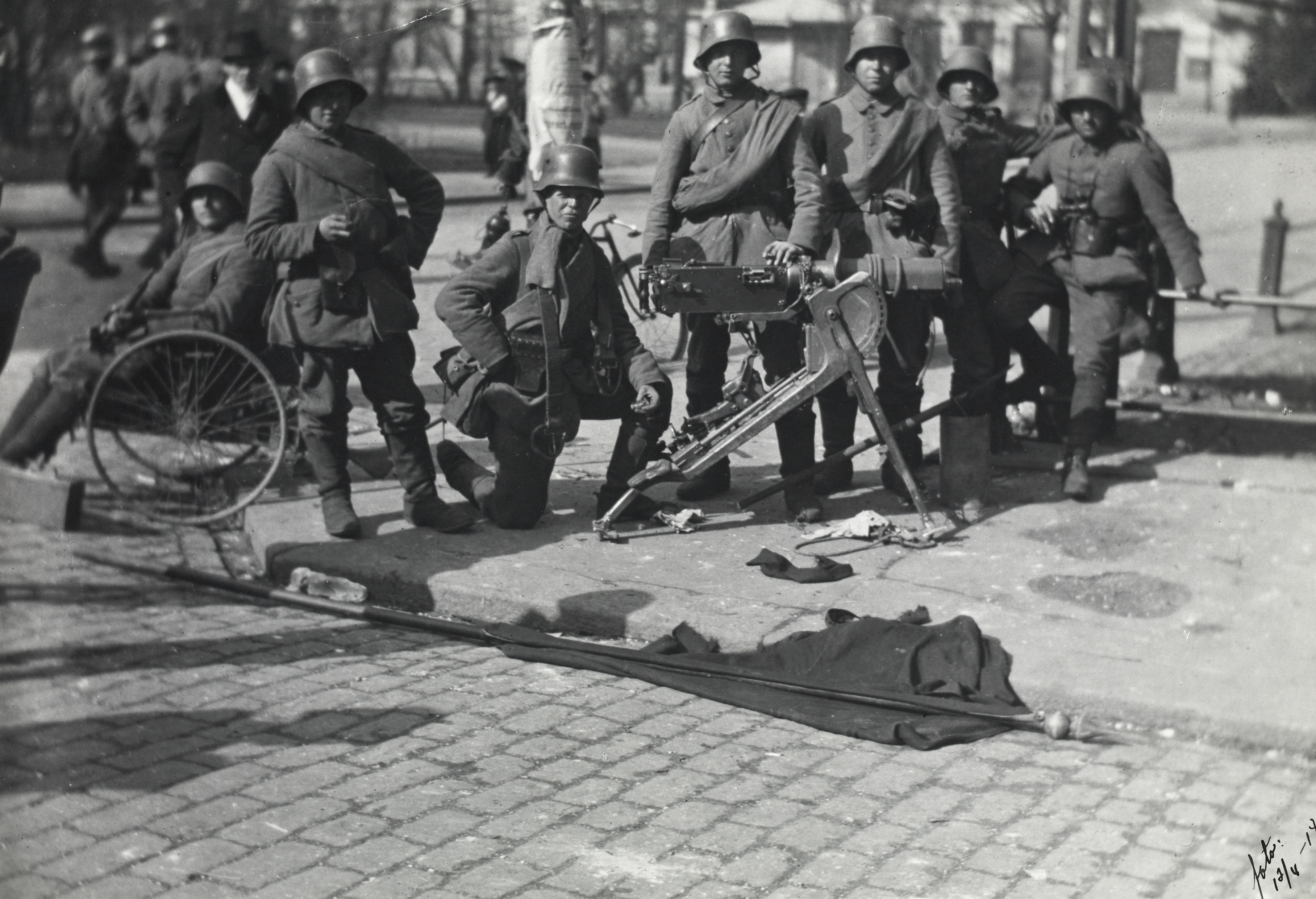
A metralhadora alemã Maschinengewehr 08 posicionada em Helsinque.

O Império Alemão finalmente interveio na Guerra Civil Finlandesa ao lado do Exército Branco em março de 1918. Os ativistas estavam buscando o apoio alemão para libertar a Finlândia da hegemonia russa desde o outono boreal de 1917, mas os alemães não queriam prejudicar seu armistício e as negociações de paz com a Rússia, a última começando em 22 de dezembro em Brest-Litovsk. A postura alemã foi alterada radicalmente após 10 de fevereiro quando Trotsky, apesar da fraqueza da posição bolchevique, suspendeu as negociações, esperando que isso causasse revoluções no Império Alemão e mudasse tudo. O governo alemão imediatamente decidiu dar uma lição à Rússia e, como pretexto para a agressão, enviou "pedidos de ajuda" aos países menores a oeste da Rússia. Representantes do senado de Vaasa em Berlim apropriadamente pediram ajuda em 14 de fevereiro. Os alemães atacaram à Rússia em 18 de fevereiro.[carece de fontes?]
Em 5 de março, um esquadrão naval alemão chegou as Ilhas Åland no arquipélago sudoeste da Finlândia, onde uma expedição militar sueca estava protegendo os interesses suecos e a população falante da língua sueca desde a metade de fevereiro. Em 3 de abril de 1918, a Divisão do Mar Báltico de 10 000 homens liderados por Rüdiger von der Goltz seguiu a oeste de Helsinque, para Hanko, e em 7 de abril, o Destacamento Brandenstein de 3 000 homens invadiu a cidade de Loviisa na costa sudeste. As principais formações alemãs então avançaram rapidamente em direção ao leste de Hanko e tomaram Helsinque em 13 de abril. Ao mesmo tempo, dois navios de guerra alemães e embarcações menores entraram no porto da cidade e bombardearam as posições dos Vermelhos, as quais incluíam o atual Palácio Presidencial. A Brigada Brandenstein atacou a cidade de Lahti em 19 de abril, cortando a conexão entre a Guarda Vermelha do oeste e do leste. O principal destacamento alemão avançou para o norte de Helsinque e tomou Hyvinkää e Riihimäki em  21 e 22 de abril, seguido por Hämeenlinna em 26 de abril. A performance eficiente dos maiores destacamentos alemães na guerra civil contrastava claramente com aquela das desmoralizadas tropas russas.
A maior parte dos membros da Delegação do Povo da Finlândia fugiram de Helsinque em 8 de abril e de Viipuri a Petrogrado em 25 de abril, somente Edvard Gylling permanecendo em Viipuri. A Guerra Civil Finlandesa terminou em 14 ou 15 de maio, quando um pequeno número de soldados russos se retiraram de uma base de artilharia costeira no Istmo da Carélia. A Finlândia Branca celebrou sua vitória em Helsinque em 16 de maio de 1918.

### Terror branco e vermelho

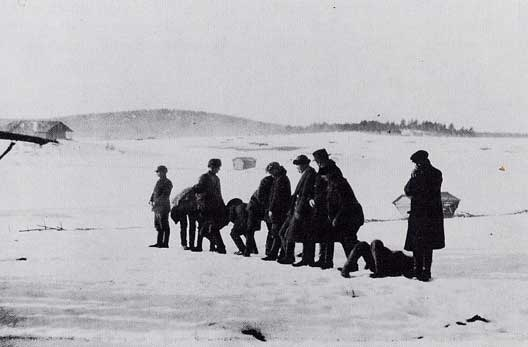
Esquadrão de tiro branco executando soldados vermelhos em Länkipohja.

Durante a guerra civil, ambos Exército Branco e Guarda Vermelha cometeram atos de terror. Segundo entendimentos prévios, ambos os lados haviam concordado em certas regras de engajamento, mas violações ocorreram desde o princípio, mais notadamente quando a Guarda Vermelha executou 17 soldados na vila Suinula em 31 de janeiro, e quando os soldados do Exército Branco executaram 90 soldados em Varkaus em 21 de fevereiro. Após estes incidentes, os dois lados começaram a levar adiante execuções de vingança em nível local, uma tendência que escalou para masacres e terrorismo.

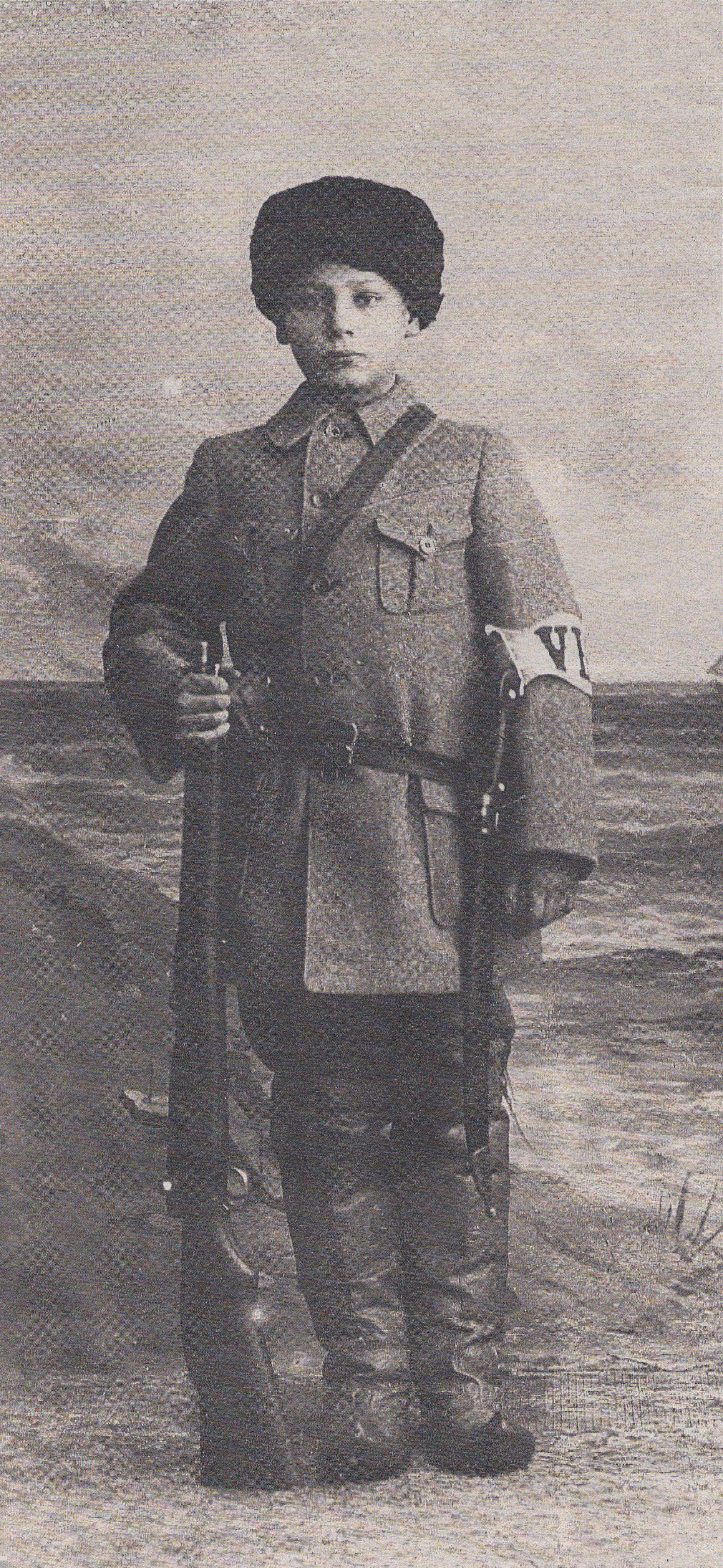
Soldado branco com 13 anos de idade.

Estudos recentes indicam, entretanto, que o terror era uma parte calculada do confronto geral. Os níveis mais altos dos dois lados planejaram estas ações e deram ordens para os níveis mais baixos. Pelo menos um terço do terror vermelho e talvez a mais parte do terror branco foi de ordem central. Os governos da Finlândia Branca e Finlândia Vermelha se opuseram oficialmente aos atos de terror, mas tais decisões operacionais eram realizadas em nível militar.
Os dois exércitos acionaram "destacamentos voadores" de cavalaria, geralmente consistindo de 10 a 80 soldados com idades de 15 a 20 anos, sob autoridade absoluta de um experiente líder adulto. Estas unidades, que se especializaram em operações de busca e destruição atrás das linhas de frente e durante e após batalhas, tendo sido descritos como esquadrões da morte.
A Guarda Vermelha executou aqueles que eles consideravam como os principais líderes da Finlândia Branca ou como inimigos da classe, incluindo industrialistas, políticos e grandes proprietários. Os dois principais locais do terror vermelho foram Toijala e Kouvola; lá  entre 300 e 350 brancos foram executados entre fevereiro e abril de 1918. A Guarda Branca executou vermelhos e líderes do partido, e aqueles que participaram na guerra e no terror vermelho. Durante o auge do terror Branco, entre o fim de abril e o começo de maio, 200 vermelhos eram fuzilados por dia. O terror Branco atingiu fortemente os soldados russos que lutavam ao lado da Guarda Vermelha.
No total, entre 1 400 e 1 650 brancos foram executados no terror vermelho, e 7 000 e 10 000 vermelhos foram executados no terror branco. O colapso das regras de engajamento na Guerra Civil Finlandesa corresponderam a um padrão observado em muitas outras guerras civis.

## Resultado

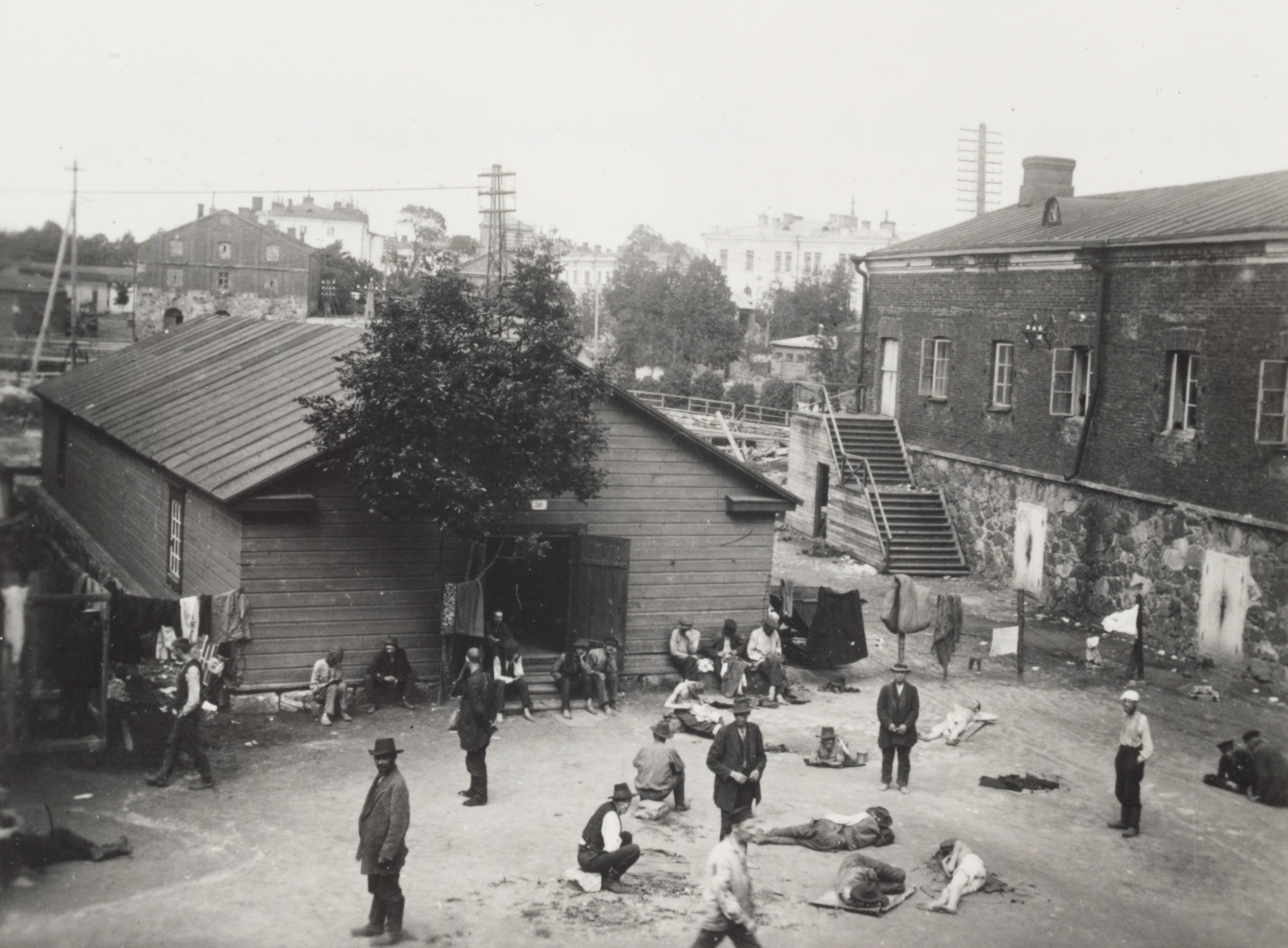
Campo de prisioneiros em Suomenlinna, Helsinque. Mais de 11 000 pessoas morreram em tais campos devido a fome, doenças, e execuções.

| Vidas perdidas                      | Vidas perdidas | Vidas perdidas | Vidas perdidas | Vidas perdidas |
| Causa da morte                      | Vermelhos      | Brancos        | Outros         | Total          |
| ----------------------------------- | -------------- | -------------- | -------------- | -------------- |
| Mortos em ação                      | 5 199          | 3 414          | 790            | 9 403          |
| Executados/ fuzilados/ assassinados | 7 370          | 1 424          | 926            | 9 720          |
| Mortes em campos de prisioneiros    | 11 652         | 4              | 1 790          | 13 446         |
| Mortes após deixarem os campos      | 607            | -              | 6              | 613            |
| Desaparecidos                       | 1 767          | 46             | 380            | 2 193          |
| Outras causas                       | 443            | 291            | 531            | 1 265          |
| Total                               | 27 038         | 5 179          | 4 423          | 36 640         |
| Fonte: Arquivo Nacional             |                |                |                |                |

### Legado amargo
A Guerra Civil foi uma catástrofe para a nação finlandesa. Quase 37 000 pessoas pereceram, 5 900 das quais (16% do total) tinham entre 14 e 20 anos de idade. Um aspecto notável da guerra foi que apenas 10 000 destas baixas ocorreram nos campos de batalha; a maioria das mortes resultou das campanhas de terror e das horríveis condições nos campos de prisioneiros. Além disso, a guerra deixou aproximadamente 20 000 crianças órfãs. Um grande número de apoiadores da Finlândia Vermelha fugiu para a Rússia no final da guerra e durante o período que se seguiu.
A guerra criou um legado de amargura, medo, ódio, e desejo por vingança, e aprofundou as divisões dentro da sociedade finlandesa. Os conservadores e liberais discordavam fortemente quanto ao melhor sistema de governo para a Finlândia adotar: o primeiro pedia por monarquia e parlamentarismo restrito; o último desejava uma república finlandesa com uma democracia em larga escala e reformas sociais. Um novo senado conservador, com uma maioria monarquista, foi formado por J.K. Paasikivi. Todos os membros do parlamento que haviam se envolvido na revolta foram removidos do cargo. Isto deixou somente um social-democrata, posteriormente juntando-se a mais dois. Uma grande consequência do conflito de 1918 foi a ruptura do movimento trabalhista finlandês em três partes: social-democratas moderados, socialistas de esquerda na Finlândia, e comunistas agindo na Rússia soviética com o apoio nos bolcheviques.
Na política externa, a Finlândia Branca buscou apoio da Alemanha e seu poderio militar, e ao final de maio, o senado pediu a permanência dos alemães no país. Os acordos assinados com a Alemanha em 7 de março de 1918 em troca do apoio militar haviam ligado a Finlândia politicamente, economicamente e militarmente ao Império Alemão. Os alemães propuseram um pacto militar mais profundo no verão boreal de 1918 como parte de seu plano de assegurar matéria-prima do leste europeu para a indústria alemã e afirmar seu controle sobre a Rússia. O General Mannerheim resignou-se de seu posto em 25 de maio após desacordos com o senado quanto a hegemonia alemã sobre o país e quanto ao seu planejado ataque a Petrogrado para repelir os bolcheviques, o qual os alemães se opuseram sob o tratado de paz assinado com Lênin em Brest-Litovsk. Em 9 de outubro, sob pressão da Alemanha, o senado monarquista e o parlamento escolheram um príncipe alemão, Frederico Carlos, cunhado do Imperador Alemão Guilherme II, para ser o Rei da Finlândia — e a Finlândia seguiu o estatuto de um estado monarquista. Todas estas medidas diminuíram a soberania finlandesa. Os finlandeses, ambos de direita e esquerda, haviam alcançado a independência em 6 de dezembro de 1917 sem um tiro, mas então comprometeram essa independência ao permitirem que os alemães entrassem no país sem dificuldade durante a guerra civil.
A condição econômica do país havia deteriorado tão drasticamente que a recuperação até os níveis pré-conflito não foi alcançada até 1925. A crise mais aguda se encontrava no suprimento de comida, já deficiente em 1917, apesar da fome ter sido, naquele tempo, evitada no sul da Finlândia. A Guerra Civil, segundo os líderes da Finlândia Vermelha e Finlândia Branca, resolveria todos os problemas passados; ao invés disso, levou à fome também no sul da Finlândia. No fim de 1918, o político finlandês Rudolf Holsti pediu ajuda a Herbert Hoover, o presidente da Comissão por Ajuda na Bélgica: Hoover organizou carregamentos de comida e persuadiu os Aliados a relaxar seu bloqueio do mar Báltico (que havia obstruído suprimentos de comida à Finlândia) para permitir que a comida chegasse.

#### Campos de prisioneiros
O Exército Branco e as tropas alemãs capturaram aproximadamente 80 000 prisioneiros vermelhos ao final da guerra em 5 de maio de 1918. Uma vez que o terror branco diminuiu, alguns milhares, incluindo primariamente pequenas crianças e mulheres, foram libertados, restando 74 000-76 000 prisioneiros. Os maiores campos de prisioneiros foram Suomenlinna, uma ilha de frente para Helsinque, Hämeenlinna, Lahti, Viipuri, Ekenäs, Riihimäki e Tampere. O senado tomou a decisão de manter estes prisioneiros contidos até que a culpa de cada pessoa fosse examinada. Uma lei para um Tribunal de Traição foi decretada em 29 de maio após uma longa disputa entre o Exército Branco e o senado pelo método de julgamento apropriado a se adotar. O início dos pesados e lentos processos de julgamentos foi adiado até 18 de junho de 1918. O Tribunal não cumpriu todos os padrões de justiça neutra, devido a atmosfera mental da Finlândia Branca após a guerra. Aproximadamente 70 000 vermelhos foram condenados, principalmente por cumplicidade à traição. Entretanto, a maioria das sentenças foram benevolentes, e muitos saíram em liberdade condicional. Ainda assim, 555 pessoas foram sentenciadas à morte, mas somente 113 foram executadas. Os julgamentos revelaram também que algumas pessoas inocentes haviam sido presas.
Combinado a severa escassez de comida, o aprisionamento em massa levou a altas taxas de mortalidade nos campos, e a catástrofe foi composta por uma mentalidade de punição, raiva e indiferença por parte dos vitoriosos. Muitos prisioneiros sentiram que foram abandonados também por seus próprios líderes, que haviam fugido para a Rússia. A condição dos prisioneiros havia enfraquecido rapidamente durante maio, após os abastecimentos de comida terem sido interrompidos durante o recuo dos vermelhos em abril, e um alto número de prisioneiros que já haviam sido capturados durante a primeira metade de abril em Tampere e Helsinque. Como consequência, 2 900 morreram de fome ou faleceram em junho como resultado de doenças causadas por má nutrição e gripe espanhola, 5 000 em julho, 2 200 em agosto e 1 000 em setembro. A taxa de mortalidade foi mais alta no campo de Ekenäs com 34%, enquanto em outros a taxa variou entre 5% e 20%. No total, entre 11 000 e 13 500 finlandeses pereceram. Os mortos foram enterrados em valas comuns perto dos campos. A maior parte dos prisioneiros receberam liberdade condicional ou foram perdoados ao final de 1918 após a mudança na situação política. Havia 6 100 prisioneiros vermelhos restantes no final do ano, 100 em 1921 (na mesma época que os direitos civis foram conferidos novamente a 40 000 prisioneiros) e em 1927, os últimos 50 prisioneiros foram perdoados pelo governo social-democrata liderado por Väinö Tanner. Em 1973, o governo finlandês pagou reparações às 11 600 pessoas emprisionadas nos campos após a guerra civil.

### Conciliação
Assim como o destino dos finlandeses foi decidido fora da Finlândia em Petrogrado em 15 de março de 1917, também foi decidido fora do país novamente em 11 de novembro de 1918, desta vez em Berlim, enquanto a Alemanha desistia da Primeira Guerra Mundial. Os grandes planos do Império Alemão não haviam chegado a lugar nenhum, e a revolução havia se espalhado entre o povo alemão devido a falta de comida, cansaço de guerra, e derrota nas batalhas da Frente Ocidental. Tropas alemãs deixaram Helsinque em 16 de dezembro, e o príncipe Frederico Carlos, que ainda não havia sido coroado oficialmente, deixou seu posto em 20 de dezembro. O estatuto da Finlândia alterou-se de um protetorado monarquista do Império Alemão para uma república democrática independente no modelo dos países ocidentais. As primeiras eleições locais baseadas no sufrágio universal da história da Finlândia aconteceram entre 17 e 28 de dezembro de 1918, e a primeira eleição parlamentarista após a Guerra Civil em 3 de março de 1919. Os Estados Unidos e o Reino Unido reconheceram a soberania finlandesa em 6 e 7 de maio de 1919.
Após a Guerra Civil, em 1919, um social-democrata moderado, Väinö Voionmaa, escreveu: "Aqueles que ainda confiam no futuro desta nação têm que ter uma fé excepcionalmente forte. Este jovem país independente perdeu quase tudo devido à guerra...." Na mesma época, um não-socialista liberal, o futuro primeiro presidente da Finlândia, K.J. Ståhlberg, eleito em 25 de julho de 1919, escreveu: "É urgente trazer a vida e o desenvolvimento neste país de volta ao caminho que nós já havíamos alcançado em 1906 e ao qual o tumulto da guerra nos fez dar as costas". Ele foi apoiado nesse objetivo por Santeri Alkio, líder da União Agrária, e por conservadores finlandeses moderados, como Lauri Ingman.
Junto de outros políticos moderados de direita e esquerda, a nova parceria construiu uma conciliação finlandesa que eventualmente gerou uma democracia parlamentarista estável e ampla. Esta conciliação foi baseada tanto na derrota da Finlândia Vermelha na Guerra Civil como pelo fato de que a maioria dos objetivos políticos da Finlândia Branca ainda não haviam sido alcançados. Após as forças estrangeiras deixarem a Finlândia, os finlandeses perceberam que eles tinham que se dar bem uns com os outros e que nenhum dos principais grupos poderia ser rejeitado completamente da sociedade. A reconciliação levou a uma unificação nacional lenta e dolorosa, porém calma. A conciliação acabou sendo surpreendentemente forte e aparenta ser permanente. De 1919 a 1991, a democracia e a soberania finlandesa resistiram aos desafios do radicalismo de ambas direita e esquerda, da crise da Segunda Guerra Mundial, e da pressão da União Soviética durante a Guerra Fria.

## Literatura sobre a guerra
O primeiro livro popularmente apreciado na Finlândia sobre a guerra, Hurskas kurjuus (Devota Miséria), foi escrito pelo vencedor do Prêmio Nobel Frans Eemil Sillanpää em 1919. Entre 1959 e 1962, Väinö Linna, em sua trilogia Täällä Pohjantähden alla, descreveu a Guerra Civil e a Segunda Guerra Mundial do ponto de vista das pessoas comuns. Na poesia, Bertel Gripenberg, que havia se voluntariado para o exército branco, celebrou sua causa em A Grande Era (em sueco:  Den stora tiden), em 1928. Viljo Kajava, que experimentou os horrores da Batalha de Tampere aos nove anos de idade, apresentou uma visão pacifista da guerra civil em seus Poemas de Tampere 1918 dos anos 1960. Também o romance épico de Kjell Westö Där vi en gång gått lida com a guerra civil finlandesa, seguindo indivíduos e famílias de tanto o lado branco quanto o vermelho, antes, durante e após o período de guerra.[carece de fontes?]